# Каратаев, Мухамеджан Кожаспаевич
Мухамеджа́н Кожаспа́евич Карата́ев (каз. Мұхамеджан Қожасбайұлы Қаратаев; 27 декабря 1910, аул Теликоль, Туркестанский край, Российская империя — 9 июня 1995, Алматы, Казахстан) — литературовед, критик, академик АН КазССР (1970), доктор филологических наук (1965), профессор (1967), заслуженный деятель науки Казахской ССР (1974), лауреат Государственной премии Казахской ССР (1974), премии АН КазССР имени Ч. Ч. Валиханова (1985). Главный редактор Казахской советской энциклопедии.

## Биография
Родился 27 декабря 1910 году в ауле Теликоль Туркестанского края (ныне аул Абдильда Тажибаева Чиилийского района Кызылординской области Казахстана). Происходит из подрод актаз рода баганалы племени найман.
В 1933 году окончил Казахский педагогический институт.
Литературной деятельностью начал заниматься в 1934 году: писал критические статьи, участвовал в создании учебников для средней школы, делал доклады на темы литературы, читал лекции. В 1936 году окончил аспирантуру Ленинградского института истории, философии и литературы.
С 1936 по 1937 годы был ответственным секретарём, а с 1937 по 1938 — исполняющим обязанности председателя Правления Союза писателей Казахстана. В те же годы заведовал кафедрой Казахского педагогического института.
Дважды (в 1938—1948 и 1951—1955 годах) подвергался репрессиям, отбывая сроки в ГУЛАГе в Иркутской области вместе с другими казахскими писателями Зеином Шашкиным, Утебаем Турманжановым, Хамзой Есенжановым. В первый раз его осудили по 58-й статье на 17 лет без права переписки. Однако через десять лагерных лет ему разрешили поселиться в Красноярском крае.
С 1955 по 1960 годы работал в Казахское государственное издательство художественной литературы (ныне «Жазушы»), параллельно занимая должность доцента в КазПИ. В 1960 году стал заведующим отделом казахской литературы Института литературы и искусства им. М. О. Ауэзова при АН Казахской ССР и профессором Казахского государственного университета. Был главным редактором Казахской советской энциклопедии.
В 1963 году получил учёную степень доктора филологических наук, в 1965 году — учёное звание профессора. В 1975 году стал академиком АН Казахской ССР.
В последние годы жизни был советником Института литературы и искусства НАН РК. Умер 9 июня 1995 года. 

## Творческая деятельность
Автор романа «Даладағы дабыл» («Гудок в степи»), посвящённый формированию казахского рабочего класса.
Помимо художественной прозы, занимался переводами на казахский язык художественной литературы: перевел «Мои университеты» М. Горького, один том романа М. Шолохова «Тихий Дон». Автор ряда трудов о проблемах перевода казахской литературы на русский язык и русской литературы на казахский язык, а также по проблемам теории литературы, вопросам современной советской литературы и литературной критики Казахстана. За книгу «Вершины впереди», посвящённую казахской советской литературе, в 1974 году был удостоен Государственной премии Казахской ССР им. Абая.
Мухамеджан Каратаев — автор многих учебников по казахской литературе для школ и вузов, составитель хрестоматий, один из авторов 3-го тома «Истории казахской литературы» в 6 томах; главный редактор и один из основных авторов истории казахской литературы советского периода в издании, вышедшем на русском языке.

## Основные научные работы
- Казахская литература. Москва, 1960.
- От домбры до книги. Москва, 1969.
- Вершины впереди. Алма-Ата, 1972.
- Свет русской культуры. Алма-Ата, 1975.
- В семье единой. Алма-Ата, 1976.
- Новые горизонты. Алма-Ата, 1979.

## Награды
- Заслуженный деятель науки Казахской ССР (1974)

- Государственная премия Казахской ССР им. Абая (1974)
- Орден Трудового Красного Знамени (11 января 1971)
- Орден «Знак Почёта» (3 января 1959) — за выдающиеся заслуги в развитии казахского искусства и литературы и в связи с декадой казахского искусства и литературы в гор. Москве
- Орден Дружбы народов